# أنتون ويكتامب
أنتون ويكتامب (12 أكتوبر 1929 - 24 سبتمبر 2011)، هو صحفي رياضي هولندي قضى معظم حياته المهنية في صحيفة التلغراف، وشغل منصب رئيس التحرير من الأعوام 1976 حتى 1992، وهو صاحب فكرة كأس السوبر الأوروبي المباراة الفاصلة التي تجمع بين بطل دوري أبطال أوروبا وبين بطل الدوري الأوروبي.

## روابط خارجية
- أنتون ويكتامب على موقع ميوزك برينز (الإنجليزية)